# Matthew J. Rosseinsky
Matthew Jonathan Rosseinsky ist ein britischer Chemiker.
Er erwarb 1987 seinen Bachelor in Chemie am St. John’s College in Oxford und 1990 seinen Dr. phil. am Merton College in Oxford bei Peter Day. Dann arbeitete er für zwei Jahre als Postdoc an den A.T.&T. Bell Laboratories in Murray Hill, New Jersey, wo er mit Donald W. Murphy die Supraleitfähigkeit von Alkalimetall-Fulleriden entdeckte.
1992 wurde er Dozent am Laboratorium für anorganische Chemie der Universität Oxford und 1999 Professor für anorganische Chemie an der University of Liverpool.
Seit 2008 ist er Fellow of the Royal Society. 2009 wurde er mit dem de Gennes-Preis ausgezeichnet. Im folgenden Jahr erhielt er die Corday-Morgan-Medaille der Royal Society of Chemistry. Für seine Entdeckungen zur Synthese von Solid-State-Materialien und zu mikroporösen Strukturen wurde ihm 2011 die Hughes Medal verliehen. Seit 2012 ist er Mitglied der Academia Europaea. Für 2017 wurde ihm die Davy Medal zugesprochen.
Rosseinsky ist verheiratet und hat drei Kinder.